# Brate
Brate je priimek v Sloveniji, ki ga je po podatkih Statističnega urada Republike Slovenije na dan 1. januarja 2010 uporabljalo 46 oseb in je med vsemi priimki po pogostosti uporabe uvrščen na 7.950. mesto.

## Znani nosilci priimka
- Tadej Brate (1947—2022), strokovnjak za varstvo tehnične dediščine, konservator in publicist
- Tomaž Brate (1963—2008), arhitekt, publicist